# Kupang

Kupang (Nusa Tenggara Timur)

Kupang là tỉnh lỵ của tỉnh Nusa Tenggara Timur, Indonesia. Thành phố tọa lạc tại Tây Timor, tọa độ địa lý 10°11′N 123°35′Đ / 10,183°N 123,583°Đ, và dân số khoảng 450.000 người. Trong thời kỳ thuộc địa của Bồ Đào Nha và Hà Lan, đây là một thương cảng và là một địa điểm mậu dịch quan trọng. Các chứng tích của thời kỳ thuộc địa hiện vẫn còn hiện diện tại thành phố này. Thành phố là một địa điểm tiếp nhiên liệu và hạ cánh quan trọng của các chuyến bay đường dài đầu tiên từ châu Âu và Úc đầu thế kỷ 20. Đây cũng là địa điểm quan trọng trong quá trình giải quyết xung đột tại Đông Timor đối với quân đội Indonesia. Xung quanh thành phố có nhiều doanh trại quân đội trong thời kỳ đó.
Các sân bay của Sân bay El Tari (IATA-Mã số: KOE), có khoảng 8 km từ trung tâm thành phố và nằm về phía đông.
Kupang là cảng đầu tiên kêu gọi cuộc đua thuyền buồm hàng năm Sail Indonesia xuất phát từ Darwin, Úc.